# Koszmosz–243
Koszmosz–243 (oroszul: Космос 243) Koszmosz műhold, a szovjet műszeres műszaki műhold-sorozat tagja. Első generációs Zenyit–2M felderítő műhold.

## Küldetés
Kialakított pályasíkja mentén fototechnikai felderítést, műszereivel atomkísérletek ellenőrzését végezte. Technikai eszközeivel meteorológiai előrejelzést elősegítő fotófelvételeket is készített.

## Jellemzői
Az OKB–1 tervezőirodában kifejlesztett és építését felügyelő műhold. Üzemeltetője a moszkvai MO (Министерство обороны) minisztérium.
1968. szeptember 23-án a Bajkonuri űrrepülőtér indítóállomásról egy Voszhod (11A57) hordozórakétával juttatták Föld körüli, közeli körpályára. Az orbitális egység pályája 89,54perces, 71,29 fokos hajlásszögű, elliptikus pálya perigeuma 213 kilométer, apogeuma 293 kilométer volt. Hasznos tömege 5900 kilogramm. A sorozat felépítését, szerkezetét, alapvető fedélzeti rendszereit tekintve egységesített, szabványosított tudományos-kutató űreszköz. Áramforrása kémiai akkumulátorok, szolgálati élettartama 12 nap.
A Koszmosz–228 programját folytatta. Teljes hossza 4,3 méter, átmérője 2,3 méter, végei csonkakúppal záródnak. Hővédő rendszerrel ellátott. Műszerei hermetikus térben elhelyezettek, sűrített nitrogénnel stabilizálva. Fotókapszulájának visszatérését fékező rakétaegység segítségével biztosították. Fotófelderítő eszköze Ftor RZ-2 (oroszul: Фтор-2 РЗ), 10 méteres felbontású, 1500 képalkotásra felkészített.
1968. október 4-én 11 napos szolgálat után, földi parancsra belépett a légkörbe és hagyományos – ejtőernyős leereszkedés – módon visszatért a Földre.